# Test Drive Unlimited
 (octobre 2019).
Si vous disposez d'ouvrages ou d'articles de référence ou si vous connaissez des sites web de qualité traitant du thème abordé ici, merci de compléter l'article en donnant les références utiles à sa vérifiabilité et en les liant à la section « Notes et références ».
Test Drive Unlimited (ou TDU) est un jeu vidéo de course sorti sur plusieurs plates-formes entre fin 2006 et mi-2007. Ce nouvel opus de Test Drive est très différent vis-à-vis de ses nombreux prédécesseurs. Atari Inc. et Eden Games offrent 1 000 miles (1 600 km) de routes praticables sur l'île d'Oahu, île principale de l'archipel d'Hawaï, qui abrite notamment Honolulu, la capitale de cet État américain.

## Système de jeu

### Visite touristique

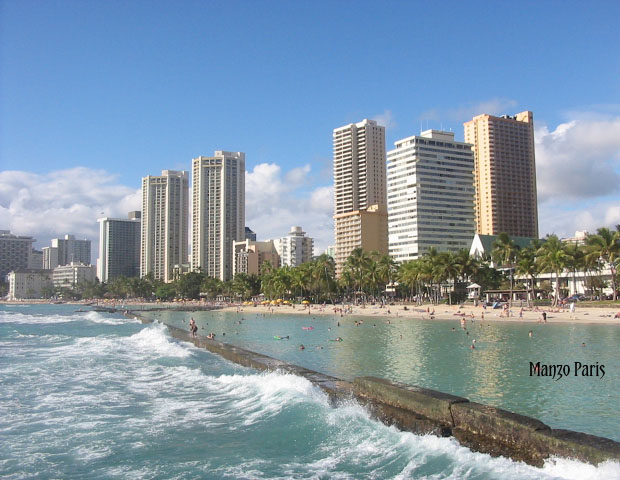
Honolulu, base de travail pour TDU.

Géographiquement et topographiquement les développeurs ont visiblement étudié l'occupation réelle des sols de l'île afin de faire une interprétation très fidèle du réseau routier. Toutefois, quelques adaptations ont été apportées, telles que le remplacement de la base militaire de Kamehameha par un circuit de course automobile.

### Avatar et personnalisation
La personnalisation de l'avatar s'effectue par le biais d'outils de mise en forme dynamiques, et agissent sur la peau, les reliefs du visage, les cheveux et la barbe (pour les avatars masculins). Au niveau vestimentaire, certaines courses donnent accès à des tickets-vêtements, à utiliser dans les boutiques éparpillées sur l'île. Que l'avatar soit une jeune fille ou un jeune homme, le choix est relativement large et varié, en termes de style, de coupe et de couleur.

### Maisons et parkings
Il existe deux types de maisons :
- Le lieu d'habitation, qui inclut un garage, un salon et une garde-robe ;
- Le Club, qui inclut les options multijoueurs par équipe.

Quand la collection automobile du joueur s'agrandit, il doit acquérir de nouvelles demeures. Les garages offerts dans ces demeures existent en 4, 6, 8, et 10 emplacements de parking.

### Police
Dans ce jeu, la police peut rechercher le joueur si celui-ci percute une autre voiture.
Niveaux de recherches :
- 0.5 : la police sera appelée si vous percutez une voiture en possédant ce blason ;
- 1.0 : deux ou trois voitures vous recherchent ;
- 2.0 : la moitié de l'île vous recherche ;
- 3.0 : toute l'ile vous recherche : des barrages sont créés.

Un petit écran montrant la position des voitures et une jauge de recherche est symbolisée par trois blasons.
En niveau 0, le fait de percuter directement un véhicule de police augmente l'indice de recherche au niveau 1 et non 0.5. 

### Véhicules
Les listes des véhicules peuvent différer suivant la plate-forme sur laquelle le jeu est utilisé. Les listes ci-dessous correspondent au contenu de la version Xbox 360, plate-forme sur laquelle le contenu est le plus riche. Cette liste inclut les véhicules en téléchargement payant disponibles sur le marché Xbox Live (en 2007) et qui, aux dires de l'éditeur, seront prochainement mis à disposition sur PC.
Les véhicules téléchargés sont repérés avec le sigle « dlc » (pour « downloadable content »). Certains modèles n'existent pas à l'achat direct en concession car ce sont des modèles incluant un ou plusieurs kits d'optimisation moteur. Le niveau de kit correspondant aux modèles concernés est indiqué entre parenthèses. Les véhicules de TDU sont parfaitement modélisés à part quelques petits oublis par ci par là comme l'oubli de l'allumage des feux d'indication au volant de la Enzo et des rétroviseurs buggés sur Xbox 360 et PS2.

#### Voitures
- AC Cars  Angleterre
  - AC 289
  - AC 427
- Alfa Romeo  Italie
  - Alfa GT 3.2 V6 24v
  - Alfa GT 3.2 V6 24v Sporting Technical Kit (Alfa GT 3.2 V6 24v Kit1, 2 & 3)
  - 8c Competizione
  - Alfa Brera (dlc)
- Ascari  Angleterre
  - Ascari KZ1
- Aston Martin  Angleterre
  - DB4 GT Zagato
  - DB7 Zagato
  - DB9 Coupé
  - DB9 Volante
  - V8 Vantage
  - Vanquish S V12
- Audi  Allemagne
  - A3 3.2 Quattro DSG
  - TT Quattro Sport
  - S4 Cabriolet
  - A6 4.2 Quattro
  - RS4 Quattro Saloon (dlc)
  - S6 (dlc)
  - A4 Touring Car (dlc)
- Cadillac  États-Unis
  - XLR-V
  - CTS-V (dlc)
  - Cien (dlc)
- Caterham  Angleterre
  - CSR 260
- Chevrolet  États-Unis
  - Camaro Z-28
  - Corvette C6 Coupé
  - Corvette C6 Convertible (dlc)
  - Corvette Stingray 1969
  - Corvette Stingray Convertible 1971 (dlc)
  - Corvette Z06 Coupé
  - SSR
- Chrysler  États-Unis
  - 300C SRT8
  - CrossFire SRT6 Coupé (dlc)
  - CrossFire SRT6 Roadster (dlc)
  - Firepower Concept Car
- Dodge  États-Unis
  - Viper SRT-10
  - Viper SRT-10 Coupé (dlc)
  - Challenger RT (dlc)
  - Charger Super Bee (dlc)
- B Engineering  France/ Italie
  - Edonis (dlc)
- Farboud  Angleterre
  - Supercharged GTS Prototype 2005
- Ferrari  Italie (sauf psp)
  - Challenge Stradale (dlc)
  - Enzo
  - Dino 246 GT (dlc)
  - 250 GTO (dlc)
  - 288 GTO
  - 308 GTS Quattrovalvole (dlc)
  - 512 TR (dlc)
  - 575M Maranello
  - 612 Scaglietti (dlc)
  - F40 (dlc)
  - F430
  - F430 Spider
- Ford  États-Unis
  - Ford GT
  - Mustang GT Coupé
  - Mustang GT Convertible
  - Mustang GT-R Concept
  - Shelby GR-1 Concept
  - Shelby Cobra Concept
- Holden  Australie
  - Efijy Concept (dlc)
- Jaguar  Angleterre
  - Type E Coupé
  - XK Coupé
  - XKR Coupé
  - XK Convertible
  - XJ 220
- Koenigsegg  Suède
  - CC8S
  - CCR (dlc)
- Lamborghini  Italie
  - Countach 25th Anniversary (dlc)
  - Gallardo SE
  - Gallardo Spyder
  - Murciélago Coupé
  - Murciélago Roadster (dlc)
  - Miura P400SV
- Lexus  Japon
  - IS 350 (dlc)
  - SC 430 (dlc)
  - GS 450h (dlc)
  - LS 460L (dlc)
  - LS 600h L (dlc)
- Lotus  Angleterre
  - Sport Exige 240R
  - Elise R
  - Esprit V8
- Maserati  Italie
  - 3500 GT
  - GranSport
  - Spyder Cambiocorsa
  - Spyder 90th Anniversay
  - MC 12
- McLaren  Angleterre
  - F1
  - F1 GT (dlc)
  - F1 GTR
  - F1 LM (dlc)
- Mercedes-Benz  Allemagne
  - 300 SL Gullwing
  - CLS 55 AMG
  - CLK 55 AMG
  - CLK-GTR (dlc)
  - CLK-DTM AMG
  - SLK 55 AMG
  - SLK 55 AMG (AMG Kit1)
  - SLK 55 AMG (AMG Kit2)
  - SLK 55 AMG (AMG Kit3)
  - SL 65 AMG
  - SLR McLaren
- Nissan  Japon
  - 350Z Coupé
  - 350Z S-Tune (350Z Coupé Kit1)
  - 350Z R-Tune (350Z Coupé Kit2)
  - 350Z R-Tune Power (350Z Coupé Kit3)
  - Skyline R34 (dlc)
- Noble  Angleterre
  - M12 GTO-3R
  - M14
  - M400 (dlc)
- Pagani  Italie
  - Zonda C12 S
  - Zonda C12 S Roadster
- Pontiac  États-Unis
  - GTO
  - FireBird
- RUF  Allemagne
  - Rt 12 (dlc)
  - Rturbo (dlc)
  - RGT (dlc)
  - RK Spyder (dlc)
- Saleen  États-Unis
  - S7 Twin-Turbo
  - S281 3Valve Coupé (Ford Mustang GT Coupé Kit1)
  - S281 Supercharged 3Valve Coupé (Ford Mustang GT Coupé Kit2)
  - S281 Extreme 3Valve Coupé (Ford Mustang GT Coupé Kit3)
  - S281 3Valve Convertible (Ford Mustang GT Convertible Kit1)
  - S281 Supercharged 3Valve Convertible (Ford Mustang GT Convertible Kit2)
  - S281 Supercharged Speedster (Ford Mustang GT Convertible Kit3)
- Saturn  États-Unis
  - Sky
  - Curve (dlc)
- Shelby  États-Unis
  - Cobra Daytona Coupé
  - GT 500
- Spyker  Pays-Bas
  - C8 Laviolette
  - C8 Spyder
  - C8 Spyder T (dlc)
- TVR  Angleterre
  - Tuscan S
  - Sagaris
  - T440R (dlc)
- Volkswagen  Allemagne
  - Golf R32
  - W12 Coupé
  - W12 Roadster
- Wiesmann  Allemagne
  - Roadster MF3

#### Motos
- Ducati  Italie
  - 999R
  - Monster S4R
  - Supersport 1000 DS
- Kawasaki  Japon
  - Z1000
  - Ninja ZX-10R
  - Ninja ZX-12R (dlc)
- MV Agusta  Italie
  - F4 Tamburini
  - F4 Brutale 910S
- Triumph  Angleterre
  - Speed Triple

## Récompenses
- Milthon 2007 du meilleur graphisme